# كينت اولسون
كينت اولسون (بالسويدية: Kent Olsson)‏ هو سياسي سويدي، ولد في 1944. حزبياً، نشط في حزب التجمع المعتدل. وقد انتخب عضو البرلمان السويدي ‏.